# Roxen (jezioro)
Roxen – jezioro w Szwecji, położone w Östergötland, ok. 2 km na północ od Linköping. Powierzchnia wynosi 95 km², głębokość średnia 4,8 m, maksymalna 8 m.
Położone na równinie Östgötaslätten jezioro Roxen jest częścią systemu Kanału Gotyjskiego (Göta kanal) oraz przepływającej przez nie rzeki Motala ström.